# Wycliffe Grousbeck
Wycliffe Grousbeck (Worcester, 13 giugno 1961) è un imprenditore statunitense.
È comproprietario dei Boston Celtics, squadra militante in NBA.
Al tempo dell'università si trasferì dalla Noble and Greenough School alla Princeton University dove si laureò.
Ha guidato la cordata di investitori che ha acquistato i Boston Celtics nel 2002 (anche se le pratiche sono durate fino all'inizio del 2003) da Paul Gaston. Nella stagione  2007-2008, i Celtics conquistano il titolo NBA.
Il braccio destro di Grousbech è Stephen Pagliuca.